# 吕章申
吕章申（1955年12月—），男，河北大名人，中华人民共和国高级建筑师、书法家、画家，中国国家博物馆馆长，第十一、十二届全国政协委员。

## 生平
吕章申是中国共产党党员，高级建筑师。1970年12月参军。1976年3月复员回乡务农。随后，他被选为工农兵学员，1977年3月到1980年11月在清华大学建筑系建筑学专业学习。1980年12月，到中华人民共和国文化部工作。1980年12月到1989年9月，先后在文化部计划财务司和艺术局工作。1989年到1992年，任文化部中外合资企业东方艺术大厦有限公司董事兼副总经理。1992年6月到2000年4月，在中国美术馆历任副馆长、党委书记。2000年4月到2005年9月，历任文化部计划财务司司长、人事司司长。2005年9月到2007年7月，任中国国家博物馆馆长、党委副书记。2007年7月到2009年2月，任中国国家博物馆馆长、党委书记。2009年2月到2017年12月，任中国国家博物馆馆长、党委副书记。
吕章申2008年当选第十一届全国政协委员，代表文化艺术界，分入第二十六组。并担任提案委员会专委。2013年当选第十二届全国政协委员。他先后兼任中国博物馆协会名誉理事长，中国对外文化交流协会副会长，中国书法家协会理事，中国书法院特邀研究员，中国国际书画研究会顾问，中国收藏家协会顾问等社会职务。2018年1月，当选第十三届全国政协委员。

## 艺术成就
吕章申师从建筑学家吴良镛、李道增等学习建筑学，随画家王乃壮、华宜玉等学习美术。从事书法创作研究20多年，曾向书法家启功及朱乃正、张荣庆学习书法。吕章申的书法作品在多种报刊、杂志发表并被博物馆、纪念馆等收藏。

## 著作
- 《吕章申书法集》
- 《吕章申书法作品集》
- 《吕章申赴台湾书法展作品集》
- 《吕章申书作与摄影集》[1]